# 11 (număr)
11 (unsprezece) este un număr natural precedat de 10 și urmat de 12.

## În matematică

Un endecagon este un poligon cu 11 laturi.

- 11 este un număr prim, fiind cel mai mic prim format din două cifre în baza 10. Este un prim aditiv, [1][2] un prim asigurat,[3][4] un prim circular,[5][6] un prim Pell,[7][8] un prim permutabil,[9] un prim plat,[10][11] un prim Ramanujan,[12][13] un prim Solinas,[14][15] un prim Sophie Germain,[16][17] un prim tare,[18][19] un prim subțire[20][21] și un număr prim Wagstaff.[22][23]

- Este un număr prim Eisenstein fără parte imaginară și partea reală de forma 3n − 1.[24]
- Formează o pereche de numere prime gemene cu numărul 13,[25] și formează o pereche de numere prime verișoare cu 7 (diferența dintre cele două numere este de patru unități).[26]
- Este parte a celei de-a doua perechi cunoscute de numere Brown, împreună cu 5.[27][28]
- Este un număr Heegner, deoarece inelul numerelor întregi pentru corpul {\displaystyle \mathbb {Q} ({\sqrt {-11}})} este un inel factorial.[29][30]
- Este un număr Lucas.[31]
- Este un număr Schröder–Hiparh.[32][33]
- Este un număr prim Sophie Germain,[34] al treilea prim sigur,[35] al doilea prim bun,[36] și al doilea prim unic.[37]
- Este un număr Størmer.[38][39]
- Este un număr Wedderburn-Etherington.[40]
- Deși este necesar pentru un număr n să fie prim pentru ca 2n − 1 să fie un prim Mersenne, reciproca nu este adevărată: 211 − 1 = 2047, care este 23 × 89, deci un număr compus.
- Dacă un număr este divizibil cu 11, prin inversarea cifrelor sale se va obține un alt multiplu de 11. Cu excepția cazului în care numărul are două cifre adiacente care împreună însumează mai mult decât 9, prin înmulțirea numărului cu 11, inversarea cifrelor produsului și împărțirea noului număr cu 11, se va obține un număr care este inversul celui original. De exemplu, pentru 142.312 avem: 142.312 × 11 = 1.565.432 → 2.345.651 / 11 = 213.241.
- În baza 10, există o metodă simplă de a determina dacă un număr este divizibil cu 11: se adună toate cifrele aflate într-o poziție impară și cele rămase. Dacă diferența dintre cele două sume este un multiplu de 11, inclusiv 0, atunci numărul de la care s-a plecat este divizibil cu 11.[41] De exemplu, pentru numărul 65.637 avem (6 + 6 + 7) - (5 + 3) = 19 - 8 = 11, așadar 65.637 ese divizibil cu 11.
- Un poligon cu 11 laturi și 11 vârfuri se numește endecagon.
- Este un număr endecagonal.[42][43]
- Este un număr repunit (repdigit) în baza 10,[44] mai exact primul număr prim repunit.[45]
- Este un număr palindromic în baza 10.
- La afișajul cu șapte segmente, 11 este atât prim strobogramatic[46] cât și prim diedral.[47][48][49]

### Lista unor calcule matematice
| Înmulțire | 1  | 2  | 3  | 4  | 5  | 6  | 7  | 8  | 9  | 10  | 11  | 12  | 13  | 14  | 15  | 16  | 17  | 18  | 19  | 20  |  | 25  | 50  | 100  | 1000  |
| --------- | -- | -- | -- | -- | -- | -- | -- | -- | -- | --- | --- | --- | --- | --- | --- | --- | --- | --- | --- | --- |  | --- | --- | ---- | ----- |
| 11 × x    | 11 | 22 | 33 | 44 | 55 | 66 | 77 | 88 | 99 | 110 | 121 | 132 | 143 | 154 | 165 | 176 | 187 | 198 | 209 | 220 |  | 275 | 550 | 1100 | 11000 |

| Împărțire | 1    | 2    | 3    | 4    | 5    | 6    | 7        | 8     | 9    | 10   |  | 11 | 12    | 13       | 14        | 15   |
| --------- | ---- | ---- | ---- | ---- | ---- | ---- | -------- | ----- | ---- | ---- |  | -- | ----- | -------- | --------- | ---- |
| 11 ÷ x    | 11   | 5.5  | 3.6  | 2.75 | 2.2  | 1.83 | 1.571428 | 1.375 | 1.2  | 1.1  |  | 1  | 0.916 | 0.846153 | 0.7857142 | 0.73 |
| x ÷ 11    | 0.09 | 0.18 | 0.27 | 0.36 | 0.45 | 0.54 | 0.63     | 0.72  | 0.81 | 0.90 |  | 1  | 1.09  | 1.18     | 1.27      | 1.36 |

| Puteri | 1  | 2    | 3      | 4       | 5        | 6         | 7          | 8          | 9           | 10           | 11           |
| ------ | -- | ---- | ------ | ------- | -------- | --------- | ---------- | ---------- | ----------- | ------------ | ------------ |
| 11x    | 11 | 121  | 1331   | 14641   | 161051   | 1771561   | 19487171   | 214358881  | 2357947691  | 25937421601  | 285311670611 |
| x11    | 1  | 2048 | 177147 | 4194304 | 48828125 | 362797056 | 1977326743 | 8589934592 | 31381059609 | 100000000000 | 285311670611 |

| Baze | 1    | 5    | 10    | 15    | 20    | 25    | 30    | 40    | 50    | 60     | 70      | 80       | 90   | 100  |
| ---- | ---- | ---- | ----- | ----- | ----- | ----- | ----- | ----- | ----- | ------ | ------- | -------- | ---- | ---- |
| Baze | 110  | 120  | 130   | 140   | 150   | 200   | 250   | 500   | 1000  | 10000  | 100000  | 1000000  |      |      |
| x11  | 1    | 5    | A11   | 1411  | 1911  | 2311  | 2811  | 3711  | 4611  | 5511   | 6411    | 7311     | 8211 | 9111 |
| x11  | A011 | AA11 | 10911 | 11811 | 12711 | 17211 | 20811 | 41511 | 82A11 | 757211 | 6914A11 | 62335111 |      |      |

## Alte sisteme de numerație
| ११ | Devanagari |
| கக | Tamil      |
| ൧൧ | Malayalam  |
| ౧౧ | Telugu     |
| ১১ | Bengal     |

## În știință
- Este numărul atomic al sodiului.[50]
- Este masa atomică a borului.
- Grupa a 11-a din tabelul periodic al elementelor este grupa cuprului și conține elementele chimice cupru, argint, aur și roentgeniu.

### Astronomie
- NGC 11 este o galaxie spirală în constelația Andromeda.
- Messier 11 (Roiul Raței Sălbatice) este un roi deschis din constelația Scutul.
- 11 Parthenope este o planetă minoră.
- Apollo 11 este prima misiune spațială în urma căreia au ajuns oameni pe Lună.
- 11P/Tempel-Swift-LINEAR este o cometă periodică din sistemul solar.

## În sport
- Într-o echipă de fotbal se regăsesc 11 jucători.
- Într-o echipă de fotbal american se regăsesc 11 jucători.
- Într-o echipă de hochei pe iarbă se regăsesc 11 jucători.
- Într-o echipă de crichet se regăsesc 11 jucători.

## Alte domenii
Unsprezece se mai poate referi la:
- Codul pentru departamentul francez Aude.
- Ocean's Eleven, un film din 2001.
- DN11, un drum național din România.
- DN11A, un drum național din România.
- DN11B, un drum național din România.
- Eleven (11), un personaj fictiv din serialul Stranger Things.
- Numărul premiilor Oscar care au fost câștigate de trei filme: Ben-Hur (1959), Titanic (1997) și Stăpânul Inelelor: Întoarcerea Regelui (2003).
- 11:11:
  - albumul muzical de debut al Reginei Spektor din 2001.
  - albumul formației Rodrigo y Gabriela din 2009.
- 11-11-11, un film din 2011.